# سياط
سياط هو أبو وهب عبد الله بن وهب، أحد موالي ابن خزاعة. وُلِدَ في مكّـة المكرّمة سنة 122 هـ. تتلمذ على أستاذين قديرين هُما يونس الكاتب وبردان، حتّى أصبح من أمهر الموسيقييّن والمغنّين في عصره. وفاق في العزف والغناء أساتذته الذين تَتلمذ على أيديهم.

## حياته
كان يجيد الضّرب على العود؛ وفي الوقت نفسه، كان ملحنًا ممتازًا. ورد بغداد أثناء خلافة المهدي واتّصل به فقرّبه إليه ولقي منه تشجيعًا.
توفي سنة 196 هـ.
من أشهر تلاميذه: إبراهيم الموصلي وابن جامع.
وورد في «الأغاني» لأبي الفرج الأصفهاني: سياط لقب غلب عليه، واسمه عبد الله بن وهب، ويكنى أبا وهب، مكي مولى خزاعة. وكان مقدماً في الغناء رواية وصنعة، ومقدماً في الضرب معدوداً في الضراب. وهو أستاذ ابن جامع وإبراهيم الموصلي، وعنه أخذا ونقلا ونقل نظراؤهما الغناء القديم، وأخذه هو عن يونس الكاتب. وكان سياط زوج أم ابن جامع. وفيه يقول بعض الشعراء:
ماسمعت الغناء إلا شجانـي***
من سياط وزاد في وسواسي
غنني ياسياط قد ذهب اللـي***
ل غناءً يطيرمنه نعـاسـي
ما أبالي إذاسمعـت غـنـاءً***
لسياط مافاتني للـرؤاسـي
والرؤاسي الذي عناه هو عباس بن منقار، وهو من بني رؤاس. وفيه يقول محمد بن أبان الضبي:
إذا واخيت عـبـاسـاً***
فكن منه على وجـل
فتى لايقبل الـعـذر***
ولايرغب في الوصل
وما إن يتغنـى مـن***
يواخيه من النـبـل
قال حماد بن إسحاق: لقب سياط هذا اللقب لأنه كان كثيراً ما يتغنى:
كأن مزاحف الحيات فيه***
قبيل الصبح آثار السياط
غنى إبراهيم الموصلي يوماً صوتاً لسياط، فقال له ابنه إسحاق: لمن هذا الغناء يا أبت؟ قال: لمن لو عاش ما وجد أبوك شيئاً يأكله، لسياط. قال: وقال المهدي يوماً وهو يشرب لسلام الأبرش: جئني بسياط وعقاب وحبال، فارتاع كل من حضر وظن جميعهم أنه يريد الإيقاع بهم أو ببعضهم، فجاءه بسياط المغني وعقاب المدني وكان الذي يوقع عليه وحبال الزامر. فجعل الجلساء يشتمونهم والمهدي يضحك.